# 11900 Спінуа
11900 Спінуа (11900 Spinoy) — астероїд головного поясу, відкритий 6 червня 1991 року.
Тіссеранів параметр щодо Юпітера — 3,494.
Констан Спінуа (1924-1997) — бельгійський художник і гравер, що спеціалізувався на поштових марках і зробив гравюри для більш ніж ста таки марок.